# Андрущенко Юрій Васильович
Андрущенко Юрій Васильович (*11 серпня 1910, Великоселецьке, Оржицький район, Полтавська область — 31 січня 1975, Полтава) — український радянський поет.

## Життєпис
Народився 29 липня (11 серпня) 1910 року в селі Великоселецьке тепер Оржицького району Полтавської області. Батько — сільський вчитель Василь Андрущенко, мати також народна вчителька.
Вчився в Лубенському і Черкаському інститутах соціального виховання. Працював вчителем, журналістом. Учасник радянсько — нацистської війни 1941—1945 рр. Брав участь в обороні Ленінграда, з боями дійшов до Берліна.
Після демобілізації — на видавничій роботі.
У тридцятих роках Ю. В. Андрущенко працював в газеті «Краматорская правда». Тоді ж він і друкував тут свої вірші.
Юрій Васильович Андрущенко помер 31 січня 1975 року в Полтаві.

## Творчість
Автор поетичних збірок: «Цвітуть жита» (1931 рік); «Співаю молодість» (1936 рік); «Живу тобою» (1957 рік); «Вогонь душі» (1963 рік), "Серце в дорозі" (1969 рік), "Серпневий день" (1971 рік).